# Agnadel
Agnadello est une commune de la province de Crémone en Lombardie (Italie).

## Toponymie
- Source populaire : Agnadello viendrait de Acquadello (le pays de l’eau, en référence aux nombreuses sources).
- Spécialistes en toponomastique : Agnadello vient du latin Agnadellum, diminutif de Agnano qui, à son tour, vient du nom de famille romain Annius, avec le suffixe –anus qui indique la possession de terres. La signification littérale du nom Agnadello serait donc : « le petit pouvoir d’Annius ».
- Autres sources : acmen (autre forme de  acumen)-agmen, terme du latin tardif qui signifie une hauteur, un sommet, ou peut-être de amnis (fleuve).

Agnadello se trouve sur un territoire nommé Gera d'Adda : Gera (autrefois Ghiera ou Ghiara) signifie ghiaia (gravier en français et gèra en dialecte) : l’Adda charrie des graviers.

## Histoire
Agnadello est célèbre en raison de la bataille d'Agnadel gagnée par Louis XII sur les Vénitiens en 1509.
Le duc de Vendôme y remporta  aussi une  victoire sur le prince Eugène en 1705.

## Administration
| Période                                  | Période  | Identité        | Étiquette    | Qualité |
| ---------------------------------------- | -------- | --------------- | ------------ | ------- |
| 14 juin 2004                             | En cours | Laura Calderara | Lista Civica |         |
| Les données manquantes sont à compléter. |          |                 |              |         |

### Communes limitrophes
Arzago d'Adda (BG), Palazzo Pignano, Pandino, Rivolta d'Adda, Torlino Vimercati, Vailate

### Évolution démographique
Habitants recensés